# 심판 (야구)

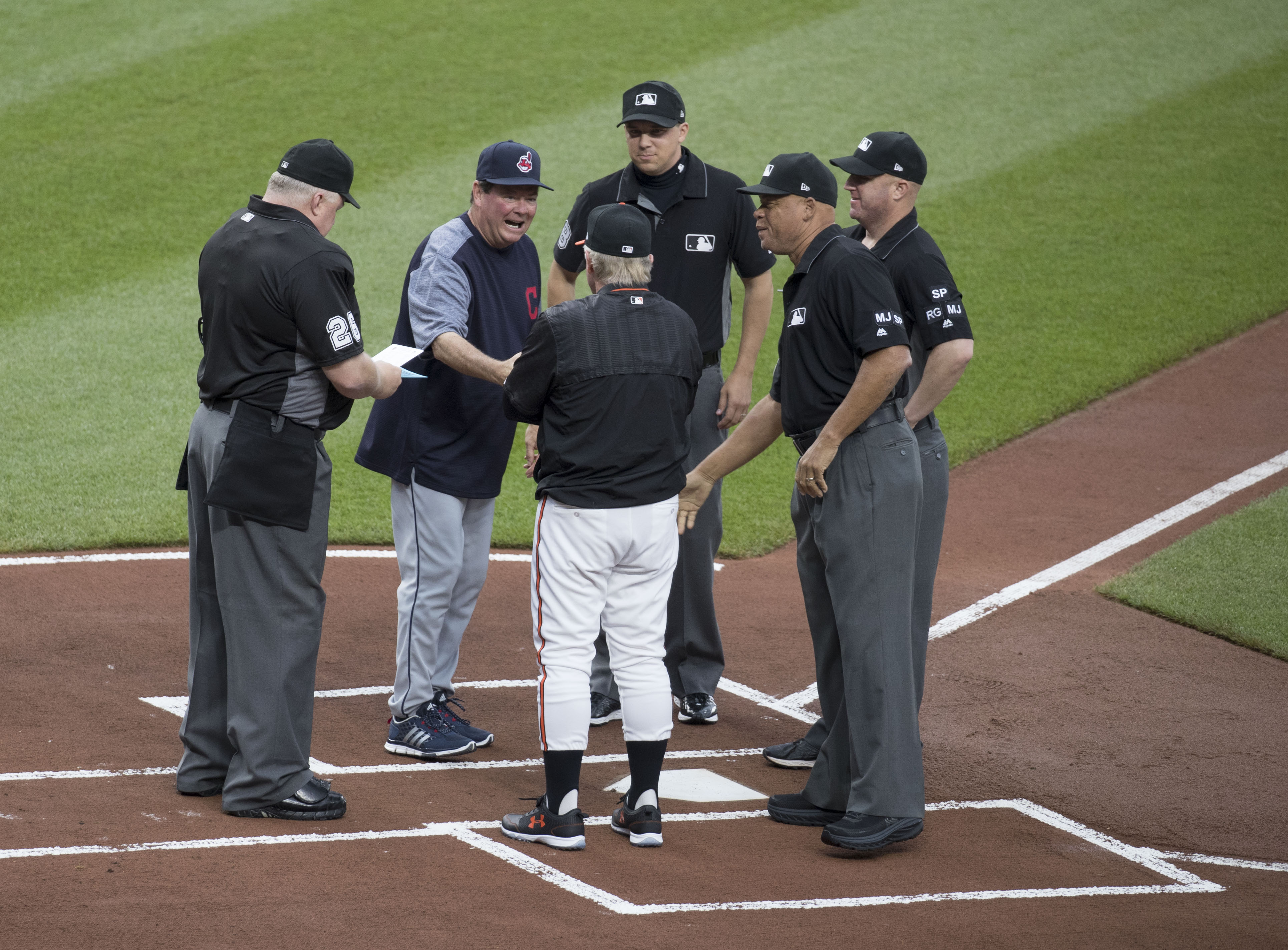

야구 심판은 야구에서의 심판으로, 주심 1명, 부심 3명과 대기조 1명이 팀으로 이루어져 있다.또 스트라이크 볼 아웃 홈런 태그업등 경기에 모든걸 판정한다.
야구에서 심판은 경기의 시작과 종료, 경기 규칙과 근거의 시행, 플레이에 대한 판단, 징계 조치 처리 등 경기를 주관하는 사람이다. 이 용어는 종종 구어체 형태인 ump로 단축된다. 또한 심판이 착용하는 유니폼의 일반적인 색상으로 인해 낮은 수준에서 파란색으로 표시되는 경우도 있다. 프로 야구에서는 블루(blue)라는 용어를 선수나 감독이 거의 사용하지 않고 대신 심판의 이름을 부른다. 스포츠가 형성되던 시절에는 단독 심판이 경기를 주관하는 경우가 많았으나, 20세기 초부터 심판진을 구성하는 여러 심판이 심판을 나누는 것이 일반적이었다. 이 지위는 다른 많은 스포츠의 심판 지위와 유사하다.

## 같이 보기
- 심판 (스포츠)